# 趙炳 (元)
趙 炳（ちょう へい、1222年 - 1280年）は、モンゴル帝国（大元ウルス）に仕えた漢人の一人。字は彦明。恵州灤陽県の出身。

## 概要
趙炳の父の趙弘はモンゴル帝国初期に征行兵馬都元帥に任じられ、最終的に奉国上将軍の位にまで至った人物であった。ある時飢饉のため平州に赴いた時、盗賊が趙炳とその兄を捕らえたが、当時12歳の趙炳が泣いて兄の代わりになると訴えたため、感じ入った盗賊がこれを解放したとの逸話が伝えられている。その後、即位前のクビライに仕えて働きぶりを認められ、趙炳は撫州の長に抜擢された。1259年（己未）、モンゴル帝国による第二次南宋侵攻が開始されたが、皇帝モンケの急死に伴って遠征は中止となった上、モンケの後継者の地位を巡って帝位継承戦争が勃発した。この時、趙炳は敵対するアリクブケ派が徴発した財物を民に返すことで民意を得、クビライから賞賛されたという。
1260年（中統元年）には判北京宣撫司事に命じられ、契丹人や女真人が雑居し「難治」と称された遼東地方の統治を担当した。先に楊果が北京宣撫使に任じられていたが、趙炳の任命を聞いて「これで憂いることはない」と語ったという。これは単に趙炳の手腕が期待されただけではなく、大きな軍事力を有する趙炳が軍事的保障となることが期待されたためで、同様の例として真定路総管とされた史楫が挙げられる。1262年（中統3年）には北京鷹坊の戸丁を徴発して兵とし、李璮の反乱鎮圧に加わった。趙炳は李璮の籠城する済南包囲の北面を担当し、捕虜とした者がいても「脅されて従っていたのだろう」としてすぐに解放したという。
李璮の乱平定後、刑部侍郎・兼中書省断事官に任命された。その後枢密院断事官に改められ、済南で反乱が起こると昭勇大将軍・済南路総管に任命されて反乱鎮圧に従事した。
1272年（至元9年）、関中を重視するクビライは趙炳を京兆路総管・兼京兆府尹に任命した。このころ、クビライの息子の一人のマンガラが安西王に封ぜられて旧西夏国領（タングート地方）を統括するようになっており、趙炳はマンガラの配下として安西王府の庶務を担当した。趙炳は民に横暴を働く卒を厳しく取り締まったため、この地方の民の暮らしは安定したという。また、解州地方の塩利は安西王府の経費として収められることとなっていたが、連年の徴収で民は疲弊し、以前の3分の1しか収穫できなくなっていた。そこで趙炳がマンガラに進言し、徴収をやめさせたという。
1277年（至元14年）には、鎮国上将軍・安西王相の地位を加えられた。安西王府は遊牧国家の伝統として、冬は京兆府、夏は六盤山の季節移動を行っていた。しかし同年にシリギの乱に連動して南平王トゥクルクが六盤山で反乱を起こし、趙炳も京兆府の軍団を率いて反乱鎮圧に従事した。1278年（至元15年）にマンガラが帰還すると反乱鎮圧の功績を評価されたが、この年11月にマンガラは父に先立って死去してしまい、息子のアナンダが安西王位を継いだ。
1279年（至元16年）秋、クビライに謁見した趙炳はそれまでの労苦をねぎらわれたが、その場で運使の郭琮・郎中の郭叔雲らがアナンダが幼いことを理由にほしいままに不法行為を行っていると訴えた。そこでクビライは趙炳を中奉大夫・安西王相・兼陝西五路西蜀四川課税屯田事の地位に改め、勅使数名ととももに安西王府に派遣した。ところが趙炳が安西王府に帰還すると、郭琮が王旨を偽造し、趙炳は偽りの罪状によって妻とともに捕らえられてしまった。当時アナンダは六盤山に滞在していたため、趙炳は平涼の北の崆峒山に移されて厳しく監視された。これを知った趙炳の子の趙仁栄は朝廷に訴え出て、これを受けて近侍二人が趙炳救出のため派遣された。しかしこれを迎えた郭琮は使者を酒宴で留めて時間稼ぎする一方、密かに配下の者を遣わして趙炳を毒殺してしまった。趙炳が死去したのは1280年（至元17年）3月のことで、当時趙炳は59歳であり、この時隕石が見られたという。
趙炳の息子は趙仁顕・趙仁表・趙仁栄・趙仁旭・趙仁挙・趙仁軌の6人で、趙仁顕は早くに亡くなり、趙仁栄は中書平章政事の地位にまで至ったことが知られている。